# 스타일XP
스타일XP(StyleXP)는 윈도우 XP의 그래픽 사용자 인터페이스를 수정하도록 고안된 컴퓨터 프로그램이다. 3.19 버전부터 테마, 탐색기 표시줄, 배경, 로그온 화면, 아이콘, 시동 화면, 투명도, 커서, 화면 보호기를 수정할 수 있다.

## 역사
TGTSoft가 만든 스타일XP는 스타독의 윈도블라인즈와 오브젝트 데스크톱과 같은 스킨 프로그램의 대안이다.

## 동작 방식
스타일XP는 uxtheme.dll이라는 DLL 파일을 패치함으로써 동작한다. Uxtheme.dll은 기본적으로 사용자가 마이크로소프트에 의해 디지털 서명을 받지 않는 테마를 설치하지 못하도록 막는다. 이러한 DLL을 패치함으로써 스타일XP는 서명을 받지 않은 테마를 설치할 수 있다. 초기 버전의 프로그램들은 디스크에 있는 uxtheme.dll 파일을 패치하였지만 새로운 버전에서는 메모리에서 이러한 작업을 수행한다.

## 인기
이 프로그램의 지난 여러 해 동안 인기를 끌었다. 일부 사이트들은 스킨을 무료로 공개하였다. 이러한 스킨들은 패치된 uxtheme DLL 파일이 공개된 뒤에 인기를 끌게 되었다.

## 윈도우 비스타 호환성
윈도우 비스타로 업그레이드된 컴퓨터에서 스타일XP를 제거하면 시스템 아이콘이 대부분 손상되는 문제를 일으킬 수 있다. 다음의 레지스트리 키를 지움으로써 이를 해결할 수 있다.
```
HKEY_LOCAL_MACHINE\Software\Microsoft\Windows\Current Version\Explorer\Shell Icons
```

윈도우 비스타를 새로 설치한 경우, "Shell Icons" 폴더는 존재하지 않는다.